# Ninoxe d'Alor
Ninox plesseni
Pour l’article ayant un titre homophone, voir Ninoxe boubouk.
Espèce
Statut de conservation UICN

 NT  : Quasi menacé
Statut CITES
La Ninoxe d'Alor (Ninox plesseni) est une espèce d'oiseaux de la famille des Strigidae.

## Répartition
Cette espèce est endémique de l'île d'Alor.

## Systématique
La Ninoxe d'Alor était considérée comme une sous-espèce de la Ninoxe d'Australie (Ninox boobook) mais le 20 janvier 2019, lors de la mise à jour 9.1 de sa classification de référence, l'Union internationale des ornithologues a décidé d'en faire une espèce à part entière.